# R-27 Zyb

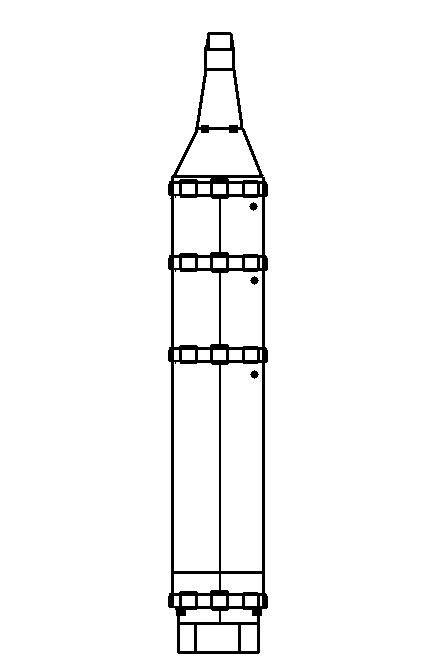
Tên lửa SLBM R-27

R-27 Zyb là một loại tên lửa đạn đạo phóng từ tàu ngầm do Liên Xô phát triển trang bị cho Hải quân Liên Xô từ năm 1968 đến năm 1988. Tên ký hiệu của NATO cho loại tên lửa này là SS-N-6 Serb. Định danh của GRAU là 4K10. Đây là một tên lửa nhiên liệu lỏng sử dụng chất đẩy hypergolic, bao gồm nhiên liệu là unsymmetrical dimethylhydrazine (UDMH) cùng với chất ô xy hóa nitrogen tetroxide (NTO). Từ năm 1974 đến năm 1990, quân đội Nga đã tiến hành 161 vụ phóng tên lửa, với tỉ lệ thành công đạt 93%. Có tổng cộng 1800 tên lửa đã được sản xuất.
SLBM R-27 được triển khai trên tàu ngầm lớp Yankee I, bao gồm cả tàu ngầm K-219.

## Các phiên bản

### R-27
- Tổng khối lượng: 14.200 kg
- Đường kính: 1,50 m
- Tổng chiều dài: 8,89 m
- Khoảng cách: 1,50 m
- Trọng tải: 650 kg
- Đầu đạn: một hạt nhân: 1,0 triệu tấn
- Phạm vi tối đa: 2400 km
- CEP: 1,9 km
- Nền tảng phóng: tàu ngầm dự án 667A

### R-27U (RSM-25)
- - Tổng khối lượng: 14.200 kg
  - Đường kính: 1,50 m
  - Tổng chiều dài: 8,89 m
  - Khoảng cách: 1,50 m
  - Trọng tải: 650 kg
  - Đầu đạn: 3: 200 kt
  - Phạm vi tối đa: 3.000 km
  - CEP: 1,3 km
  - Nền tảng phóng: tàu ngầm dự án 667AU

### R-27K
Tên lửa R-27K (4K18) là loại tên lửa đạn đạo chống tàu tầm trung ("K" là Korabelnaya có nghĩa chống tàu), ký hiệu của NATO: SS-NX-13. Tên lửa là loại hai tầng đẩy, phát triển trực tiếp từ R-27 một tầng đẩy, tầng đẩy thứ 2 bao gồm đầu đạn, động cơ và đầu dẫn đường pha cuối. Tên lửa được thử nghiệm lần đầu vào 9/12/1972, bắn từ tàu ngầm K-102. Tàu ngầm K-102 được đổi tên từ tàu ngầm B-121 là tàu ngầm thuộc đề án 605, một phiên bản của Project 629/ NATO Golf class. Nó được thiết kế lại với 4 ống phóng tên lửa cùng với hệ thống kiểm soát bắn Rekord-2, hệ thống tìm kiếm mục tiêu Kasatka B-605 và nhiều cải tiến đối với hệ thống định vị và liên lạc. Tàu ngầm K-102 sau khi cải tiến được sử dụng để thử nghiệm tên lửa R-27 và R-27K cho đến khi tên lửa được chấp nhận đưa vào trang bị vào ngày 15 tháng 8 năm 1975.
Sử dụng dữ liệu mục tiêu thu được từ bên ngoài, tên lửa R-27K/SS-NX-13 có khả năng phóng từ dưới nước và có tầm bắn 650–740 km, tên lửa có trang bị đầu đạn có khả năng thay đổi quỹ đạo bay với bán kính chính xác 400 thước Anh (370 m). Đương lượng nổ đầu đạn 0,5-1 Mt.
Phiên bản tên lửa này không bao giờ được triển khai do nó bị tính là tên lửa chiến lược và bị cắt giảm bởi hiệp ước SALT.
Mặc dù R-27K có thể phóng từ tàu ngầm Project 667A (tàu ngầm lớp Yankee), tuy nhiên lớp tàu ngầm này không có hệ thống điều khiển bắn và hệ thống dò tìm mục tiêu nên không thể trang bị R-27K.

## Trang bị

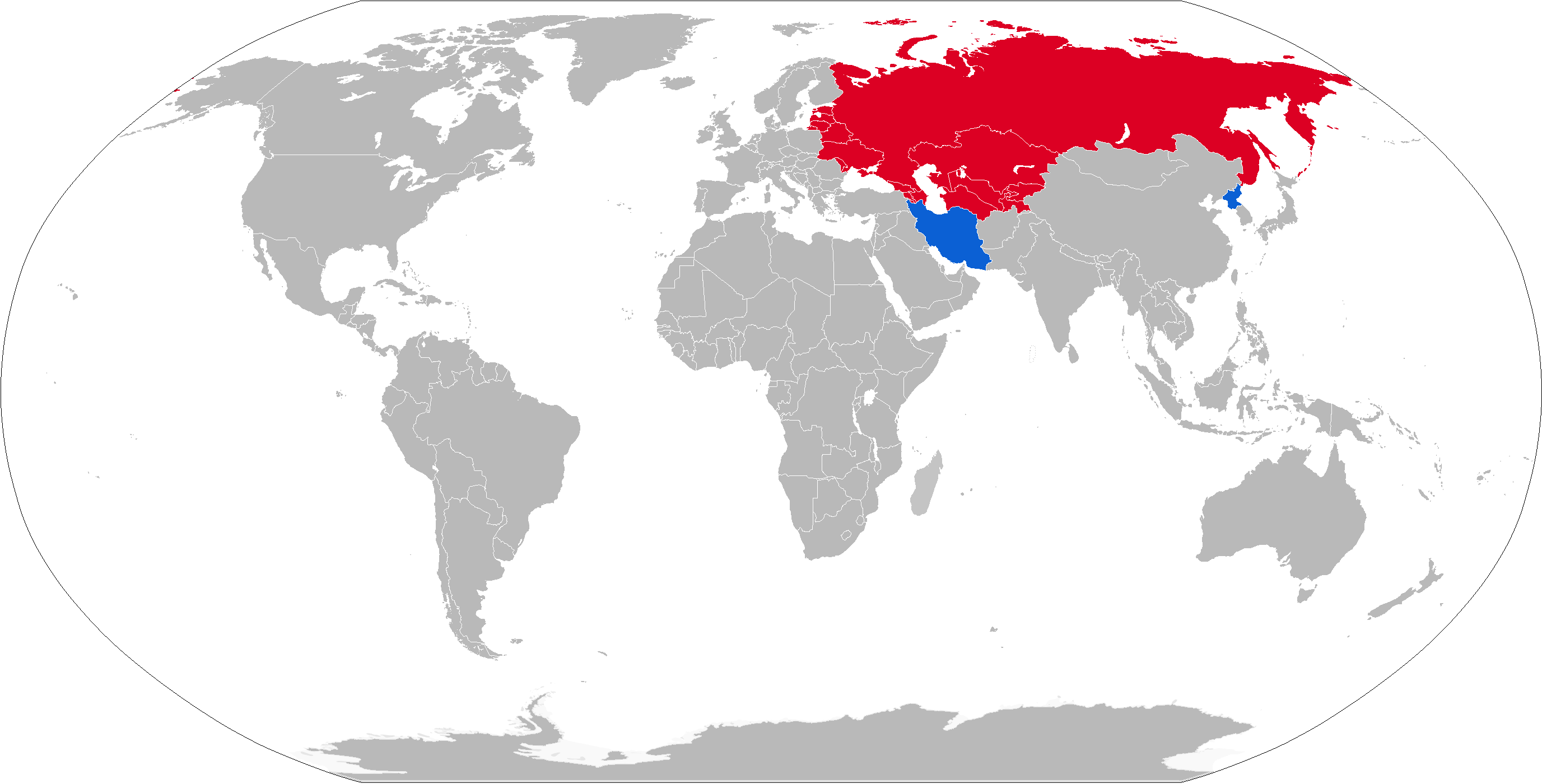
Những nước trang bị tên lửa R-27 Zhyb.

Liên Xô
Hải quân Liên Xô.
 Iran
Trang bị tên lửa Khorramshahr, một tên lửa hạng nặng dưa trên R-27.
 North Korea
Trang bị tên lửa Hwasong-10, thiết kế dựa trên R-27, có thể việc phát triển tên lửa này đã bị hủy bỏ do nó quá phức tạp.

## Link ngoài
- R-27 (Globalsecurity.org)